# 鄭慶雲
鄭 慶雲（てい けいうん、1111年 - ?）は、北宋の欽宗の側妃。正五品の才人に封じられた。

## 経歴
靖康の変の際、16歳だった鄭才人は金軍に凌辱され、妊娠した。天会6年（1128年）1月17日に、金の上京へ連行された鄭才人は、女児を生んだ。同じく欽宗の妃嬪である朱慎徳妃や才人韓静観・才人狄玉輝らも妊娠させられている。また、天会7年（1129年）7月6日に男子の趙訓を生んでいる。その後の鄭慶雲の事跡は不明である。

## 伝記資料
- 『靖康稗史箋證』